# Боањвил
Боањвил (фр. Boigneville) насеље је и општина у Француској у региону Париски регион, у департману Есон која припада префектури Еври.
По подацима из 2011. године у општини је живело 408 становника, а густина насељености је износила 25,82 становника/km². Општина се простире на површини од 15,8 km². Налази се на средњој надморској висини од 77 метара (максималној 143 m, а минималној 67 m).

## Демографија
| 1962. | 1968. | 1975. | 1982. | 1990. | 1999. | 2011. |
| ----- | ----- | ----- | ----- | ----- | ----- | ----- |
| 330   | 366   | 367   | 333   | 451   | 461   | 408   |

График промене броја становника у току последњих година